# جان مارك نوبيلو
جان مارك نوبيلو (27 يوليو 1960 في فرنسا - ) (بالفرنسية: Jean-Marc Nobilo)‏ هو مدرب كرة قدم ولاعب كرة قدم فرنسي في مركز الهجوم. لعب مع نادي أوكسير ونادي هازبروك ‏.

## روابط خارجية
- جان مارك نوبيلو على موقع قاعدة بيانات كرة القدم.إي يو (الإنجليزية)
- جان مارك نوبيلو على موقع Soccerway.com (الإنجليزية)
- جان مارك نوبيلو على موقع عالم كرة القدم.نت (الإنجليزية)
- جان مارك نوبيلو على موقع GSA (الإنجليزية)